# Standardní knihovna
Standardní knihovna je v informatice označení knihovny, která je dostupná pro určitou implementaci programovacího jazyka. Rozsah funkcí dostupných ve standardní knihovně může být dán definici programovacího jazyka nebo neformálním přístupem komunity, která o daný jazyk (nebo překladač) pečuje.

## Charakteristika
Při absenci standardní knihovny by nebylo možné většinu programovacích jazyků používat, protože implementují základní funkce, které jsou pro daný programovací jazyk dostupné na všech platformách.

### Java
V programovacím jazyce Java je například definována třída java.lang.String, bez které by nebylo možné pracovat s textovými řetězci.

### Jazyk C
Norma programovacího jazyka C definuje jako součást jazyka Standardní knihovnu jazyka C, která obsahuje funkce pro práci s textovými řetězci a obsluhu vstupů a výstupů.